# Leucostethus fraterdanieli
Leucostethus fraterdanieli (лат.) — вид бесхвостых земноводных из семейства древолазов.

## Описание
Leucostethus fraterdanieli встречается в тропических лесах в департаментах Валье-дель-Каука, Киндио, Рисаральда, Антьокия, Нариньо и Кальдас, Колумбия, на высоте 1000—2500 м над уровнем моря.
Яйца откладываются на листьях-бассейнах, а затем головастиков переносят в реки, где они развиваются дальше.
Основными угрозами для этого вида являются сельское хозяйство (включая растениеводство и животноводство), лесозаготовки, сельскохозяйственные загрязнения, а также фумигация зерновых культур.
Предположительно, Leucostethus fraterdanieli — это комплекс из более чем одного вида.

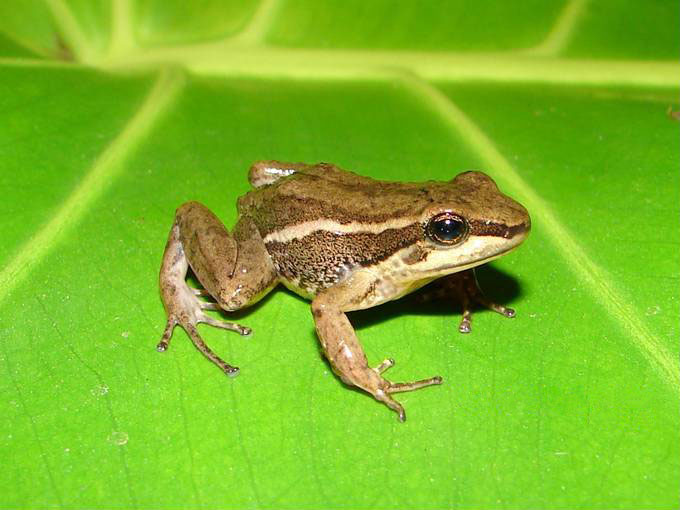